# Collegial-Tidende
Collegial-Tidende var navnet på et 1798—1848 udkommende tidsskrift, indeholdende mangfoldige oplysninger om offentlige foranstaltninger, f.eks. forordninger, reskripter, afgørelser af Kollegierne, i de ældre årgange domme i justitssager, udnævnelser og afskedigelser, ledige embeder, benådninger med ordener, beretninger fra offentlige myndigheder og så fremdeles. Fra 1841 var dets titel Ny Collegial-Tidende.

## Tidsskriftets historie
En subskriptionsplan blev offentliggjort i Lærde efterretninger dateret den 19. august 1797. Her bekendtgjordes det bl.a. at bladet havde fået kongeligt privilegium, og indeholdt en plan på syv punkter der forklarede hvilke områder bladet særligt skulle oplyse, om offentlige foranstaltninger, lovgivningen, om udstedte privilegier og benådninger, Højesteretsdomme og kongelige resolutioner, proklamata, om ledige embeder og befordringer samt om politiet og de offentlige indretninger i København, provinserne og Norge foruden om statistikken i almindelighed.
Bladet udgaves af embedsmænd i Kancelliet, 1798-1813 af Christian Knudsen og Peter Johan Monrad, 1814 af Monrad alene, 1815—33 af Monrad og A.S. Ørsted, fra 1834 af Ørsted alene. 
Indtil 1814 omfattede den også Norge.
Bladet bragte også indberetninger der gav indsigt i kancelliets indre virke, således erfarede digteren Peter Andreas Heiberg, endnu før han havde modtaget den sigtelse der i sidste ende skulle føre til hans landsforvisning, at regeringen i starten af 1799 havde beordret en retssag begyndt imod ham i forbindelse med en række forskellige skrifter.  Han karakteriserede satirisk Collegial-Tidende som "et Blad, der er frugtbar paa de Nyeheder, hvorom ingen bekymrer sig, og ufrugtbar paa alle andre."
Særlig interesse fik den, mens Ørsted var medudgiver eller udgiver, ved at meddele forarbejder og motiver til de kongelige forordninger. Collegial-Tidende afløstes 1848 af Departementstidende.

## Det opinionsstyrede enevælde
Collegial-Tidende blev oprettet som følge af en herskende stemning i regeringen om mere åbenhed i regeringssager, som en del af det fænomen i tiden som historikeren Jens Arup Seip har kaldt "teorien om det opinionsstyrede enevælde". Bladets redaktion fremlagde deres idégrundlag i et forord til første nummer, hvor det fortælles om dets formål: 
| Citat                                                      | at Publicum kan blive rigtigen og betimeligen underrettet om hvad der, i det Store og i det Mindre, skeer; med Hensyn til det Heles Bedste, samt lære at kjende det, som virkes ved de Æmbedsmænd, der bruges i de forskjellige Grene af Statsbestyrelsen. Det er indlysende, at de Collegier, der ønske, og den Regjering, der tillader, al mulig Publicitet, har Ret til at fordre, og sikkert vil vinde, Folkets forgede Fortrolighed og Tillid, ligesom og, at falske Rygter, der ofte føde ubillig Misnøje og ugrundet Dadel, derved deels forebygges, deels gjendrives." | Citat |
| Collegial-Tidende, 6. Januar 1798, 1. Årgang, Nr. 1, s. 1. | |       |

 Desuden suppleres dette billede ved et efterskrift til første årgangs sidste nummer, hvor det forklares at 
| Citat                                                            | vi troe det indlysende, at ligesom det vil lette den Studerendes Arbeid der at finde samlet, alt hvad som angaaer Lovgivningen, saaledes vil ogsaa Embedsmanden deri finde sikker Veiledning, og Statistikeren paalidelige Bidrage til Statshistorien. | Citat |
| Collegial-Tidende, 29. December 1798, 1. Årgang, Nr. 52, s. 832. | |       |

Året efter bladets lancering indførtes dog Trykkefrihedsforordningen af 1799, der bl.a. indskrænkede privatpersoners ret til at udtale sig om regeringens forhold, og derfor anser f.eks. professor i politisk kommunikation Anker Brink Lund at bladet snarere må anses som værende et led af statens monopol på formidling af politisk stof under enevælden. 